# Melanolepis

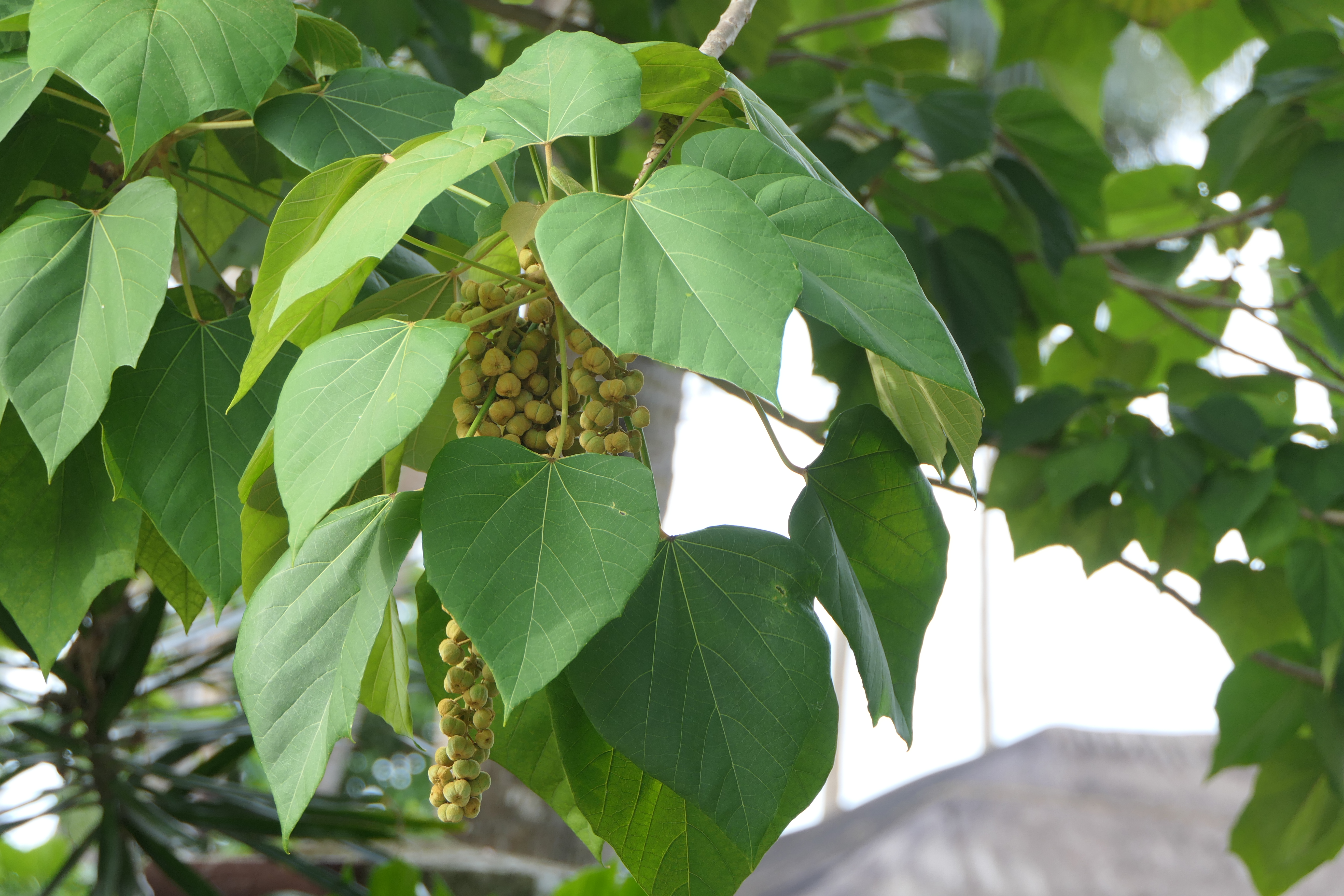
Melanolepis multiglandulosa (Reinw. ex Blume) Rchb. & Zoll.

Melanolepis es un género perteneciente a la familia de las euforbiáceas con dos especies de plantas.

## Taxonomía
El género fue descrito por Rchb.f. & Zoll. y publicado en Acta Societatis Regiae Scientiarum Indo-Neerlandicae 1(4): 22. 1856. La especie tipo es: Melanolepis multiglandulosa

## Especies
- Melanolepis multiglandulosa
- Melanolepis vitifolia